# Família Focas
Focas (em grego: Φωκᾶς; romaniz.: Phokas ou Phocas), no feminino Focena (em grego: Φώκαινα), era uma família aristocrática bizantina oriunda da Capadócia que, entre os séculos IX e X, foi a origem de diversos generais importantes e de um imperador, Nicéforo II Focas (r. 963–969). Seus membros e clientes monopolizaram o alto comando do exército bizantino por boa parte do século X e lideraram uma vitoriosa ofensiva bizantina contra os árabes no oriente. Como uma das principais famílias na aristocracia militar da Anatólia, os Focas também se envolveram em uma série de revoltas contra os imperadores em Constantinopla. Seu poder foi finalmente destruído por Basílio II Bulgaróctono (r. 976–1025) e a família perdeu sua importância a partir daí.

## História

### Origem e primeiros membros

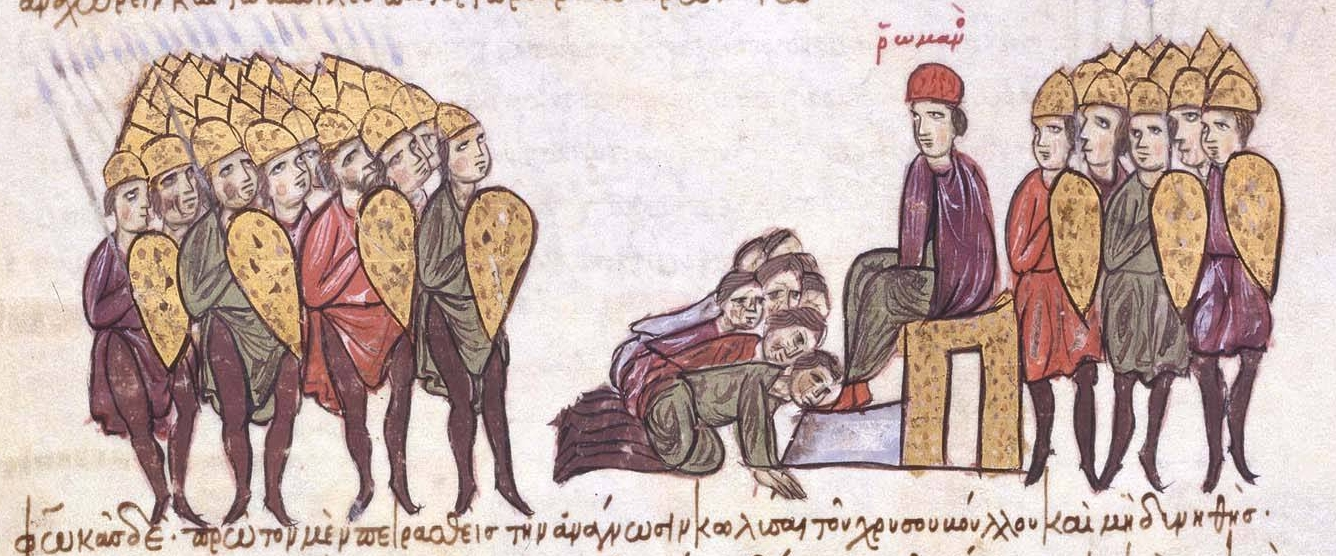
Aliados de Leão Focas, o Velho, se rendem ao imperador.
Iluminura do Escilitzes de Madrid.

De acordo com Miguel Ataliates, a família descende da antiga gente Fábia romana, enquanto que Ali ibne Alatir atribuiu a eles uma origem árabe, a partir de Tarso. Estas teorias, porém, são invenções posteriores. Quaisquer que sejam as suas origens, os Focas parecem ter se assentado na Capadócia, onde suas propriedades estava concentradas. Vários autores especularam sobre uma origem armênia ou georgiana. como forma de explicar a presença frequente do nome "Bardas" entre os membros da família, mas nenhuma destas hipóteses foi provada de forma conclusiva.
O primeiro membro da família a aparecer nas fontes foi um soldado, provavelmente de origem humilde, que foi nomeado turmarca em 872. Seu filho, Nicéforo Focas, o Velho, se tornou um distinto general, com grandes vitórias contra os árabes, principalmente no sul da Itália, e que chegou à posição de doméstico das escolas. Seu filho, Leão Focas, o Velho, também foi doméstico das escolas, mas foi derrotado pelo czar búlgaro Simeão I (r. 893–927) e, posteriormente, tentou sem sucesso impedir a ascensão de Romano I Lecapeno ao trono em 919. Ele foi capturado e cegado. Seu irmão, Bardas Focas, o Velho, já ativo como general, caiu em desgraça por um tempo, mas quando Lecapeno caiu, em 944, ele era um patrício e um general graduado.

### Auge e queda

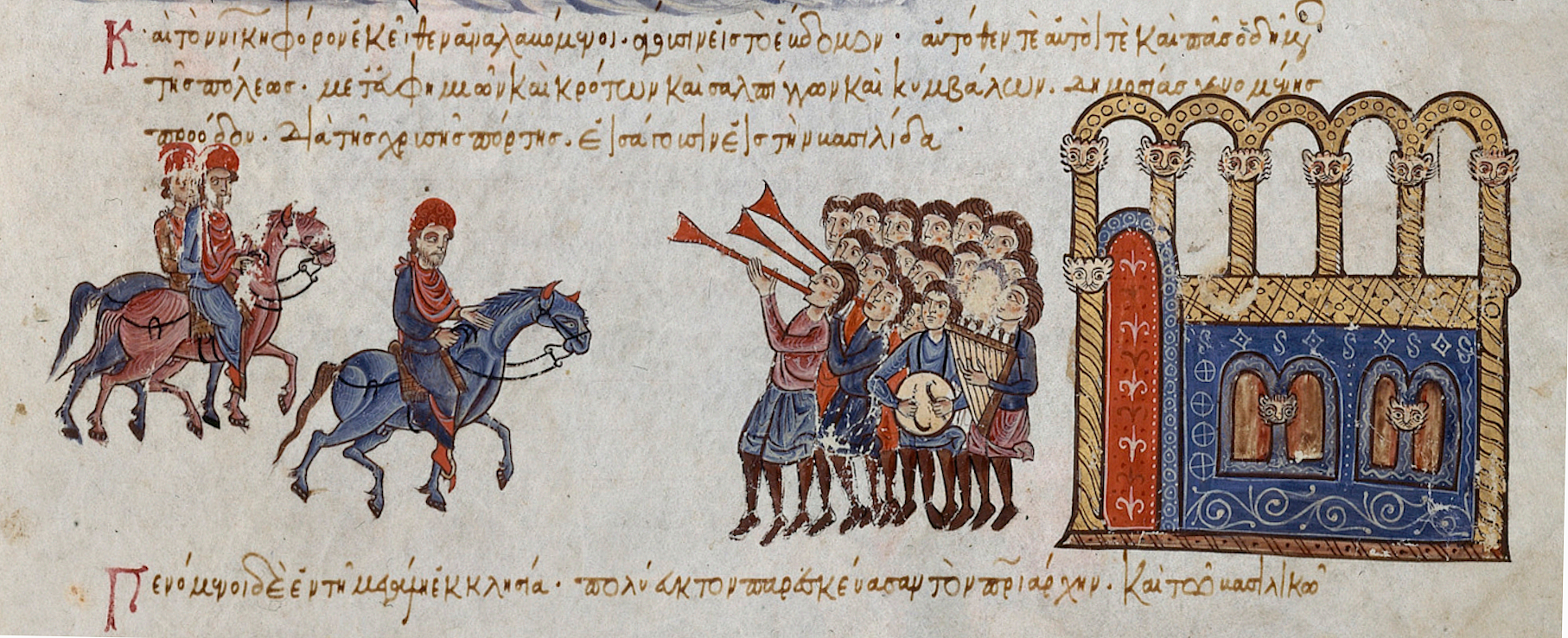
Entrada triunfal de Nicéforo Focas em Constantinopla.
Iluminura do Escilitzes de Madrid.

Após a queda da família Lecapeno, Constantino VII Porfirogênito nomeou Bardas doméstico das escolas, enquanto que seus filhos, Nicéforo, Leão e Constantino, foram nomeados estrategos dos temas Anatólico, Capadócio e Selêucida respectivamente. Estas nomeações iniciaram um período de mais de vinte anos no qual os Focas e seus aliados monopolizaram a liderança militar no Império. Nesta época, a família dos Focas era um aliado próximo dos Maleínos, uma rica e poderosa família do tema de Carsiano, através do casamento de Bardas com uma moça da família. Outras que eram intimamente ligadas e geralmente aparentadas a eles por casamento eram os Adralestos, Escleros, Curcuas, Parsacutenos, Balantas e Botaniates.

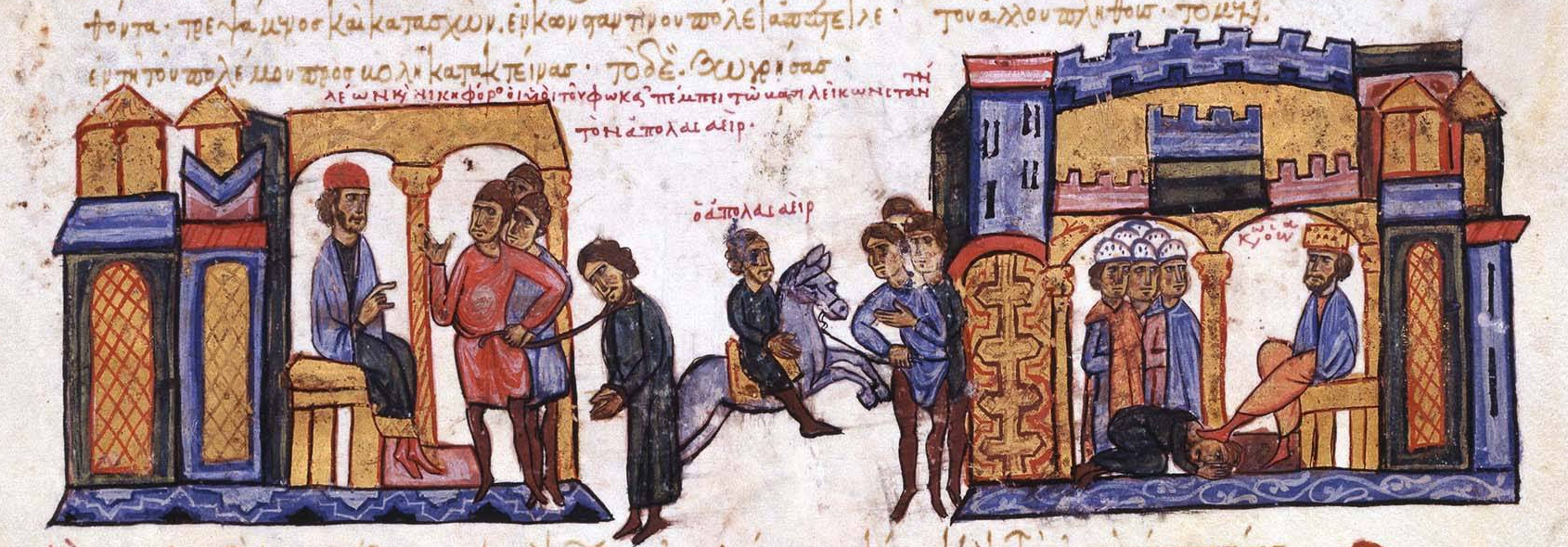
Leão Focas, o Jovem, envia o general árabe Apolaseir, primo de Ceife Adaulá, cativo para Constantinopla.
Iluminura do Escilitzes de Madri

O próprio Bardas, já com seus sessenta anos quando foi nomeado, se mostrou um general medíocre, sofrendo uma série de derrotas contra Ceife Adaulá. Uma delas, em 953, terminou com seu filho Constantino Focas nas mãos de Adaulá. Finalmente, em 955. Bardas foi substituído por seu filho Nicéforo. Com a ajuda de Leão, que já tinha uma boa reputação, e seu sobrinho João I Tzimisces, Nicéforo conseguiu várias vitórias, inclusive a recuperação de Creta e Chipre, derrotando seguidamente as forças do algoz de seu pai, Ceife Adaulá. Com a morte repentina de Romano II em 963, o popular e poderoso Nicéforo tomou para si o trono, tornando-se imperador sênior e guardião dos dois filhos pequenos de Romano, Basílio II Bulgaróctono e Constantino VIII. Seu pai foi nomeado césar e Leão, curopalata e logóteta do dromo. Como imperador, Nicéforo continuou suas campanhas no oriente, conquistando a Cilícia e o noroeste da Síria
O regime de Nicéforo, porém, rapidamente se tornou impopular, tanto por seu foco no temas militares em detrimento dos demais quanto por suas políticas religiosas. Em dezembro de 969, ele foi assassinado por um grupo de generais insatisfeitos liderados por seu sobrinho e antigo preferido João I Tzimisces e com a conivência da imperatriz Teófano. Os Focas foram despedidos de seus cargos, perderam seus títulos e foram exilados pelo novo regime. Bardas Focas, o Jovem, o filho mais novo do curopalata Leão e antigo duque da Cáldia, escapou e iniciou uma revolta em 970, mas foi derrotado, tonsurado e exilado em Quios. No ano seguinte, Leão e seu filho mais velho, patrício Nicéforo foram cegados e tiveram suas posses e terras confiscadas. Um membro da família teve, porém, um destino diferente: a filha de Leão, Sofia Focena, havia se casado com Constantino Esclero, o irmão de Bardas Esclero. Constantino era cunhado de Tzimisces do primeiro casamento e um aliado do novo imperador. A filha deles, Teofânia Escleraina, casou-se em 972 com o imperador do Sacro Império Romano-Germânico Otão II (r. 973–983).
Em 978, Bardas foi reconvocado por Basílio II para liderar as forças imperiais contra a revolta de Bardas Esclero. Nomeado magistro e doméstico do oriente, ele conseguiu derrotar Esclero. O próprio Bardas se revoltou em 987 com o apoio de muitas famílias aristocráticas, numa rebelião que durou até a sua morte em 989 na Batalha de Abidos. Esclero, que havia retornado de seu exílio em território árabe e sido capturado por Focas, tentou assumir a liderança da revolta se aliando aos filhos dele, Leão e Nicéforo, mas logo se entregou ao imperador. Leão tentou resistir em Antioquia, mas foi capturado e entregue ao imperador pela população.

### Membros tardios da família

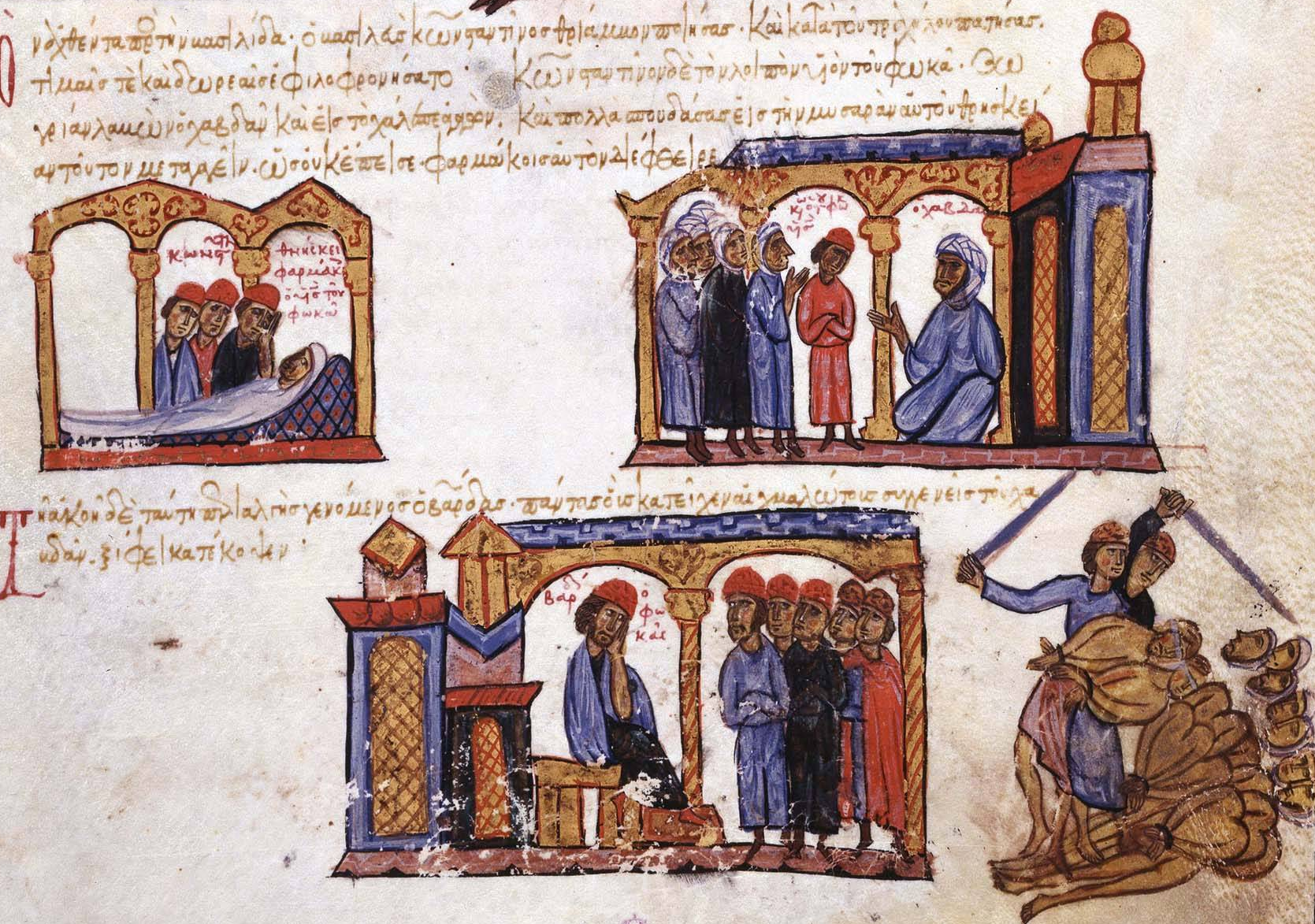
Constantino Focas morre envenenado em Alepo depois de ser capturado por Ceife Adaulá. O imperador manda então executar os prisioneiros árabes.
Iluminura do Escilitzes de Madrid.

Após enfrentar as revoltas das grandes famílias aristocráticas, Basílio tomou uma série de medidas para diminuir-lhes poder, riqueza e influência. Os Focas, em particular, foram mantidos longe de postos militares e sofreram com o confisco de suas grandes propriedades. O édito de 966 Basílio, direcionado contra a geralmente ilegal acumulação de terras pelos magnatas da Anatólia especificamente nomeia os Focas e seus aliados, os Maleínos, como alvos. Os Focas, porém, conseguiram manter alguma influência em sua terra natal, a Capadócia: lá, em 1022, o filho de Bardas Focas, Nicéforo, de sobrenome Baritráquelo (em grego: Βαρυτράχηλος; romaniz.: Barytráchelos), aliado a Nicéforo Xífias, foi proclamado imperador. Logo em seguida ele foi assassinado por Xífias e os aliados de Focas desistiram da revolta, que rapidamente se desfez. A última menção de um descendente direto da família Focas aparece em 1026, quando um patrício Bardas, neto do magistro Bardas, foi acusado de conspirar contra o imperador Constantino VIII (r. 1025–1028) e foi cegado.
O nome aparece depois, especialmente durante o século XIII no Império de Niceia: Teódoto Focas, o tio de Teodoro I Láscaris (r. 1205–1222), tornou-se mega-duque, um tal Miguel Focas foi estratopedarca em 1234 e outro membro da família foi bispo metropolitano de Filadélfia. É quase certo, porém, que a linhagem direta dos generais do século X foi extinta por volta de meados do século XI. O prestígio que o nome da família carregava, porém, ainda era grande: o historiador Miguel Ataliates elogiou Nicéforo III Botaniates (r. 1078–1081) por ser um Focas, "cujas glórias se estendem por toda a terra e o mar".

## Árvore genealógica da família entre os séculos IX e XI
|                                              |                                              |                                              |                                              |                                                                    |                                                                    |                                                                    |                                                                    | Focas (fl. anos 860–870), turmarca                                              |                                                                                 |                                                                                 |                                                                                 |                                                                                 |                                                                                 |                                                             |                                                             |                                                               |                                                               |                                                               |                                                               |                                                               |                                                               |               |               |                                                        |                                                        |                                                        |                                                        |                                                        |                                                        |                     |                     |                                                  |                                                  |                                                  |                                                  |                                                            |                                                            |                                                            |                                                            |                                                            |                                                            |            |            |                                                                                   |                                                                                   |                                                                                   |                                                                                   |                                                                                   |                                                                                   |             |             |             |             |  |  |            |            |            |            |            |            |  |  |                     |                     |                     |                     |                     |                     |
|                                              |                                              |                                              |                                              |                                                                    |                                                                    |                                                                    |                                                                    |                                                                                 |                                                                                 |                                                                                 |                                                                                 |                                                                                 |                                                                                 |                                                             |                                                             |                                                               |                                                               |                                                               |                                                               |                                                               |                                                               |               |               |                                                        |                                                        |                                                        |                                                        |                                                        |                                                        |                     |                     |                                                  |                                                  |                                                  |                                                  |                                                            |                                                            |                                                            |                                                            |                                                            |                                                            |            |            |                                                                                   |                                                                                   |                                                                                   |                                                                                   |                                                                                   |                                                                                   |             |             |             |             |  |  |            |            |            |            |            |            |  |  |                     |                     |                     |                     |                     |                     |
|                                              |                                              |                                              |                                              |                                                                    |                                                                    |                                                                    |                                                                    | Nicéforo Focas, o Velho († 896), Doméstico das escolas                          |                                                                                 |                                                                                 |                                                                                 |                                                                                 |                                                                                 |                                                             |                                                             |                                                               |                                                               |                                                               |                                                               |                                                               |                                                               |               |               |                                                        |                                                        |                                                        |                                                        |                                                        |                                                        |                     |                     |                                                  |                                                  |                                                  |                                                  |                                                            |                                                            |                                                            |                                                            |                                                            |                                                            |            |            |                                                                                   |                                                                                   |                                                                                   |                                                                                   |                                                                                   |                                                                                   |             |             |             |             |  |  |            |            |            |            |            |            |  |  |                     |                     |                     |                     |                     |                     |
|                                              |                                              |                                              |                                              |                                                                    |                                                                    |                                                                    |                                                                    |                                                                                 |                                                                                 |                                                                                 |                                                                                 |                                                                                 |                                                                                 |                                                             |                                                             |                                                               |                                                               |                                                               |                                                               |                                                               |                                                               |               |               |                                                        |                                                        |                                                        |                                                        |                                                        |                                                        |                     |                     |                                                  |                                                  |                                                  |                                                  |                                                            |                                                            |                                                            |                                                            |                                                            |                                                            |            |            |                                                                                   |                                                                                   |                                                                                   |                                                                                   |                                                                                   |                                                                                   |             |             |             |             |  |  |            |            |            |            |            |            |  |  |                     |                     |                     |                     |                     |                     |
|                                              |                                              |                                              |                                              |                                                                    |                                                                    |                                                                    |                                                                    |                                                                                 |                                                                                 |                                                                                 |                                                                                 |                                                                                 |                                                                                 |                                                             |                                                             |                                                               |                                                               |                                                               |                                                               |                                                               |                                                               |               |               |                                                        |                                                        |                                                        |                                                        |                                                        |                                                        |                     |                     |                                                  |                                                  |                                                  |                                                  |                                                            |                                                            |                                                            |                                                            |                                                            |                                                            |            |            |                                                                                   |                                                                                   |                                                                                   |                                                                                   |                                                                                   |                                                                                   |             |             |             |             |  |  |            |            |            |            |            |            |  |  |                     |                     |                     |                     |                     |                     |
|                                              |                                              |                                              |                                              | Leão Focas, o Velho (fl. anos 910), Doméstico das escolas, rebelde | Leão Focas, o Velho (fl. anos 910), Doméstico das escolas, rebelde | Leão Focas, o Velho (fl. anos 910), Doméstico das escolas, rebelde | Leão Focas, o Velho (fl. anos 910), Doméstico das escolas, rebelde | Leão Focas, o Velho (fl. anos 910), Doméstico das escolas, rebelde              | Leão Focas, o Velho (fl. anos 910), Doméstico das escolas, rebelde              |                                                                                 |                                                                                 | Bardas Focas, o Velho († 969), Doméstico das escolas, César                     | Bardas Focas, o Velho († 969), Doméstico das escolas, César                     | Bardas Focas, o Velho († 969), Doméstico das escolas, César | Bardas Focas, o Velho († 969), Doméstico das escolas, César | Bardas Focas, o Velho († 969), Doméstico das escolas, César   | Bardas Focas, o Velho († 969), Doméstico das escolas, César   |                                                               |                                                               | SN. Malinaína                                                 | SN. Malinaína                                                 | SN. Malinaína | SN. Malinaína | SN. Malinaína                                          | SN. Malinaína                                          |                                                        |                                                        |                                                        |                                                        |                     |                     |                                                  |                                                  |                                                  |                                                  |                                                            |                                                            |                                                            |                                                            |                                                            |                                                            |            |            |                                                                                   |                                                                                   |                                                                                   |                                                                                   |                                                                                   |                                                                                   |             |             |             |             |  |  |            |            |            |            |            |            |  |  |                     |                     |                     |                     |                     |                     |
|                                              |                                              |                                              |                                              | Leão Focas, o Velho (fl. anos 910), Doméstico das escolas, rebelde | Leão Focas, o Velho (fl. anos 910), Doméstico das escolas, rebelde | Leão Focas, o Velho (fl. anos 910), Doméstico das escolas, rebelde | Leão Focas, o Velho (fl. anos 910), Doméstico das escolas, rebelde | Leão Focas, o Velho (fl. anos 910), Doméstico das escolas, rebelde              | Leão Focas, o Velho (fl. anos 910), Doméstico das escolas, rebelde              |                                                                                 |                                                                                 | Bardas Focas, o Velho († 969), Doméstico das escolas, César                     | Bardas Focas, o Velho († 969), Doméstico das escolas, César                     | Bardas Focas, o Velho († 969), Doméstico das escolas, César | Bardas Focas, o Velho († 969), Doméstico das escolas, César | Bardas Focas, o Velho († 969), Doméstico das escolas, César   | Bardas Focas, o Velho († 969), Doméstico das escolas, César   |                                                               |                                                               | SN. Malinaína                                                 | SN. Malinaína                                                 | SN. Malinaína | SN. Malinaína | SN. Malinaína                                          | SN. Malinaína                                          |                                                        |                                                        |                                                        |                                                        |                     |                     |                                                  |                                                  |                                                  |                                                  |                                                            |                                                            |                                                            |                                                            |                                                            |                                                            |            |            |                                                                                   |                                                                                   |                                                                                   |                                                                                   |                                                                                   |                                                                                   |             |             |             |             |  |  |            |            |            |            |            |            |  |  |                     |                     |                     |                     |                     |                     |
|                                              |                                              |                                              |                                              |                                                                    |                                                                    |                                                                    |                                                                    |                                                                                 |                                                                                 |                                                                                 |                                                                                 |                                                                                 |                                                                                 |                                                             |                                                             |                                                               |                                                               |                                                               |                                                               |                                                               |                                                               |               |               |                                                        |                                                        |                                                        |                                                        |                                                        |                                                        |                     |                     |                                                  |                                                  |                                                  |                                                  |                                                            |                                                            |                                                            |                                                            |                                                            |                                                            |            |            |                                                                                   |                                                                                   |                                                                                   |                                                                                   |                                                                                   |                                                                                   |             |             |             |             |  |  |            |            |            |            |            |            |  |  |                     |                     |                     |                     |                     |                     |
|                                              |                                              |                                              |                                              |                                                                    |                                                                    |                                                                    |                                                                    |                                                                                 |                                                                                 |                                                                                 |                                                                                 |                                                                                 |                                                                                 |                                                             |                                                             |                                                               |                                                               |                                                               |                                                               |                                                               |                                                               |               |               |                                                        |                                                        |                                                        |                                                        |                                                        |                                                        |                     |                     |                                                  |                                                  |                                                  |                                                  |                                                            |                                                            |                                                            |                                                            |                                                            |                                                            |            |            |                                                                                   |                                                                                   |                                                                                   |                                                                                   |                                                                                   |                                                                                   |             |             |             |             |  |  |            |            |            |            |            |            |  |  |                     |                     |                     |                     |                     |                     |
| Teófano, Imperatriz-consorte entre 959 – 969 | Teófano, Imperatriz-consorte entre 959 – 969 | Teófano, Imperatriz-consorte entre 959 – 969 | Teófano, Imperatriz-consorte entre 959 – 969 | Teófano, Imperatriz-consorte entre 959 – 969                       | Teófano, Imperatriz-consorte entre 959 – 969                       |                                                                    |                                                                    | Nicéforo II Focas (912 – 969), Doméstico das escolas, imperador entre 963 – 969 | Nicéforo II Focas (912 – 969), Doméstico das escolas, imperador entre 963 – 969 | Nicéforo II Focas (912 – 969), Doméstico das escolas, imperador entre 963 – 969 | Nicéforo II Focas (912 – 969), Doméstico das escolas, imperador entre 963 – 969 | Nicéforo II Focas (912 – 969), Doméstico das escolas, imperador entre 963 – 969 | Nicéforo II Focas (912 – 969), Doméstico das escolas, imperador entre 963 – 969 |                                                             |                                                             | SN. Pleustaina                                                | SN. Pleustaina                                                | SN. Pleustaina                                                | SN. Pleustaina                                                | SN. Pleustaina                                                | SN. Pleustaina                                                |               |               | Leão Focas, o Jovem, Doméstico das escolas, curopalata | Leão Focas, o Jovem, Doméstico das escolas, curopalata | Leão Focas, o Jovem, Doméstico das escolas, curopalata | Leão Focas, o Jovem, Doméstico das escolas, curopalata | Leão Focas, o Jovem, Doméstico das escolas, curopalata | Leão Focas, o Jovem, Doméstico das escolas, curopalata |                     |                     | Constantino Focas († 959), estratego de Selêucia | Constantino Focas († 959), estratego de Selêucia | Constantino Focas († 959), estratego de Selêucia | Constantino Focas († 959), estratego de Selêucia | Constantino Focas († 959), estratego de Selêucia           | Constantino Focas († 959), estratego de Selêucia           |                                                            |                                                            | SN. Focena                                                 | SN. Focena                                                 | SN. Focena | SN. Focena | SN. Focena                                                                        | SN. Focena                                                                        |                                                                                   |                                                                                   | SN. Curcuas                                                                       | SN. Curcuas                                                                       | SN. Curcuas | SN. Curcuas | SN. Curcuas | SN. Curcuas |  |  | SN. Focena | SN. Focena | SN. Focena | SN. Focena | SN. Focena | SN. Focena |  |  | Teódulo Parsacuteno | Teódulo Parsacuteno | Teódulo Parsacuteno | Teódulo Parsacuteno | Teódulo Parsacuteno | Teódulo Parsacuteno |
| Teófano, Imperatriz-consorte entre 959 – 969 | Teófano, Imperatriz-consorte entre 959 – 969 | Teófano, Imperatriz-consorte entre 959 – 969 | Teófano, Imperatriz-consorte entre 959 – 969 | Teófano, Imperatriz-consorte entre 959 – 969                       | Teófano, Imperatriz-consorte entre 959 – 969                       |                                                                    |                                                                    | Nicéforo II Focas (912 – 969), Doméstico das escolas, imperador entre 963 – 969 | Nicéforo II Focas (912 – 969), Doméstico das escolas, imperador entre 963 – 969 | Nicéforo II Focas (912 – 969), Doméstico das escolas, imperador entre 963 – 969 | Nicéforo II Focas (912 – 969), Doméstico das escolas, imperador entre 963 – 969 | Nicéforo II Focas (912 – 969), Doméstico das escolas, imperador entre 963 – 969 | Nicéforo II Focas (912 – 969), Doméstico das escolas, imperador entre 963 – 969 |                                                             |                                                             | SN. Pleustaina                                                | SN. Pleustaina                                                | SN. Pleustaina                                                | SN. Pleustaina                                                | SN. Pleustaina                                                | SN. Pleustaina                                                |               |               | Leão Focas, o Jovem, Doméstico das escolas, curopalata | Leão Focas, o Jovem, Doméstico das escolas, curopalata | Leão Focas, o Jovem, Doméstico das escolas, curopalata | Leão Focas, o Jovem, Doméstico das escolas, curopalata | Leão Focas, o Jovem, Doméstico das escolas, curopalata | Leão Focas, o Jovem, Doméstico das escolas, curopalata |                     |                     | Constantino Focas († 959), estratego de Selêucia | Constantino Focas († 959), estratego de Selêucia | Constantino Focas († 959), estratego de Selêucia | Constantino Focas († 959), estratego de Selêucia | Constantino Focas († 959), estratego de Selêucia           | Constantino Focas († 959), estratego de Selêucia           |                                                            |                                                            | SN. Focena                                                 | SN. Focena                                                 | SN. Focena | SN. Focena | SN. Focena                                                                        | SN. Focena                                                                        |                                                                                   |                                                                                   | SN. Curcuas                                                                       | SN. Curcuas                                                                       | SN. Curcuas | SN. Curcuas | SN. Curcuas | SN. Curcuas |  |  | SN. Focena | SN. Focena | SN. Focena | SN. Focena | SN. Focena | SN. Focena |  |  | Teódulo Parsacuteno | Teódulo Parsacuteno | Teódulo Parsacuteno | Teódulo Parsacuteno | Teódulo Parsacuteno | Teódulo Parsacuteno |
|                                              |                                              |                                              |                                              |                                                                    |                                                                    |                                                                    |                                                                    |                                                                                 |                                                                                 |                                                                                 |                                                                                 |                                                                                 |                                                                                 |                                                             |                                                             |                                                               |                                                               |                                                               |                                                               |                                                               |                                                               |               |               |                                                        |                                                        |                                                        |                                                        |                                                        |                                                        |                     |                     |                                                  |                                                  |                                                  |                                                  |                                                            |                                                            |                                                            |                                                            |                                                            |                                                            |            |            |                                                                                   |                                                                                   |                                                                                   |                                                                                   |                                                                                   |                                                                                   |             |             |             |             |  |  |            |            |            |            |            |            |  |  |                     |                     |                     |                     |                     |                     |
|                                              |                                              |                                              |                                              |                                                                    |                                                                    |                                                                    |                                                                    |                                                                                 |                                                                                 |                                                                                 |                                                                                 |                                                                                 |                                                                                 |                                                             |                                                             |                                                               |                                                               |                                                               |                                                               |                                                               |                                                               |               |               |                                                        |                                                        |                                                        |                                                        |                                                        |                                                        |                     |                     |                                                  |                                                  |                                                  |                                                  |                                                            |                                                            |                                                            |                                                            |                                                            |                                                            |            |            |                                                                                   |                                                                                   |                                                                                   |                                                                                   |                                                                                   |                                                                                   |             |             |             |             |  |  |            |            |            |            |            |            |  |  |                     |                     |                     |                     |                     |                     |
|                                              |                                              |                                              |                                              |                                                                    |                                                                    |                                                                    |                                                                    | Nicéforo Focas, patrício                                                        | Nicéforo Focas, patrício                                                        | Nicéforo Focas, patrício                                                        | Nicéforo Focas, patrício                                                        | Nicéforo Focas, patrício                                                        | Nicéforo Focas, patrício                                                        |                                                             |                                                             | Bardas Focas, o Jovem († 989), Doméstico das escolas, rebelde | Bardas Focas, o Jovem († 989), Doméstico das escolas, rebelde | Bardas Focas, o Jovem († 989), Doméstico das escolas, rebelde | Bardas Focas, o Jovem († 989), Doméstico das escolas, rebelde | Bardas Focas, o Jovem († 989), Doméstico das escolas, rebelde | Bardas Focas, o Jovem († 989), Doméstico das escolas, rebelde |               |               | Sofia Focena                                           | Sofia Focena                                           | Sofia Focena                                           | Sofia Focena                                           | Sofia Focena                                           | Sofia Focena                                           |                     |                     | Constantino Esclero                              | Constantino Esclero                              | Constantino Esclero                              | Constantino Esclero                              | Constantino Esclero                                        | Constantino Esclero                                        |                                                            |                                                            |                                                            |                                                            |            |            | João I Tzimisces (c. 925 – 976), Doméstico das escolas, imperador entre 969 – 976 | João I Tzimisces (c. 925 – 976), Doméstico das escolas, imperador entre 969 – 976 | João I Tzimisces (c. 925 – 976), Doméstico das escolas, imperador entre 969 – 976 | João I Tzimisces (c. 925 – 976), Doméstico das escolas, imperador entre 969 – 976 | João I Tzimisces (c. 925 – 976), Doméstico das escolas, imperador entre 969 – 976 | João I Tzimisces (c. 925 – 976), Doméstico das escolas, imperador entre 969 – 976 |             |             |             |             |  |  |            |            |            |            |            |            |  |  |                     |                     |                     |                     |                     |                     |
|                                              |                                              |                                              |                                              |                                                                    |                                                                    |                                                                    |                                                                    | Nicéforo Focas, patrício                                                        | Nicéforo Focas, patrício                                                        | Nicéforo Focas, patrício                                                        | Nicéforo Focas, patrício                                                        | Nicéforo Focas, patrício                                                        | Nicéforo Focas, patrício                                                        |                                                             |                                                             | Bardas Focas, o Jovem († 989), Doméstico das escolas, rebelde | Bardas Focas, o Jovem († 989), Doméstico das escolas, rebelde | Bardas Focas, o Jovem († 989), Doméstico das escolas, rebelde | Bardas Focas, o Jovem († 989), Doméstico das escolas, rebelde | Bardas Focas, o Jovem († 989), Doméstico das escolas, rebelde | Bardas Focas, o Jovem († 989), Doméstico das escolas, rebelde |               |               | Sofia Focena                                           | Sofia Focena                                           | Sofia Focena                                           | Sofia Focena                                           | Sofia Focena                                           | Sofia Focena                                           |                     |                     | Constantino Esclero                              | Constantino Esclero                              | Constantino Esclero                              | Constantino Esclero                              | Constantino Esclero                                        | Constantino Esclero                                        |                                                            |                                                            |                                                            |                                                            |            |            | João I Tzimisces (c. 925 – 976), Doméstico das escolas, imperador entre 969 – 976 | João I Tzimisces (c. 925 – 976), Doméstico das escolas, imperador entre 969 – 976 | João I Tzimisces (c. 925 – 976), Doméstico das escolas, imperador entre 969 – 976 | João I Tzimisces (c. 925 – 976), Doméstico das escolas, imperador entre 969 – 976 | João I Tzimisces (c. 925 – 976), Doméstico das escolas, imperador entre 969 – 976 | João I Tzimisces (c. 925 – 976), Doméstico das escolas, imperador entre 969 – 976 |             |             |             |             |  |  |            |            |            |            |            |            |  |  |                     |                     |                     |                     |                     |                     |
|                                              |                                              |                                              |                                              |                                                                    |                                                                    |                                                                    |                                                                    |                                                                                 |                                                                                 |                                                                                 |                                                                                 |                                                                                 |                                                                                 |                                                             |                                                             |                                                               |                                                               |                                                               |                                                               |                                                               |                                                               |               |               |                                                        |                                                        |                                                        |                                                        |                                                        |                                                        |                     |                     |                                                  |                                                  |                                                  |                                                  |                                                            |                                                            |                                                            |                                                            |                                                            |                                                            |            |            |                                                                                   |                                                                                   |                                                                                   |                                                                                   |                                                                                   |                                                                                   |             |             |             |             |  |  |            |            |            |            |            |            |  |  |                     |                     |                     |                     |                     |                     |
|                                              |                                              |                                              |                                              |                                                                    |                                                                    |                                                                    |                                                                    |                                                                                 |                                                                                 |                                                                                 |                                                                                 |                                                                                 |                                                                                 |                                                             |                                                             |                                                               |                                                               |                                                               |                                                               |                                                               |                                                               |               |               |                                                        |                                                        |                                                        |                                                        |                                                        |                                                        |                     |                     |                                                  |                                                  |                                                  |                                                  |                                                            |                                                            |                                                            |                                                            |                                                            |                                                            |            |            |                                                                                   |                                                                                   |                                                                                   |                                                                                   |                                                                                   |                                                                                   |             |             |             |             |  |  |            |            |            |            |            |            |  |  |                     |                     |                     |                     |                     |                     |
|                                              |                                              |                                              |                                              |                                                                    |                                                                    |                                                                    |                                                                    | Leão Focas, duque de Antioquia                                                  | Leão Focas, duque de Antioquia                                                  | Leão Focas, duque de Antioquia                                                  | Leão Focas, duque de Antioquia                                                  | Leão Focas, duque de Antioquia                                                  | Leão Focas, duque de Antioquia                                                  |                                                             |                                                             | Nicéforo Focas Baritráquelo († 1022), patrício e rebelde      | Nicéforo Focas Baritráquelo († 1022), patrício e rebelde      | Nicéforo Focas Baritráquelo († 1022), patrício e rebelde      | Nicéforo Focas Baritráquelo († 1022), patrício e rebelde      | Nicéforo Focas Baritráquelo († 1022), patrício e rebelde      | Nicéforo Focas Baritráquelo († 1022), patrício e rebelde      |               |               |                                                        |                                                        |                                                        |                                                        | Teofânia Escleraina                                    | Teofânia Escleraina                                    | Teofânia Escleraina | Teofânia Escleraina | Teofânia Escleraina                              | Teofânia Escleraina                              |                                                  |                                                  | Otão II (955 – 983), Imperador do Ocidente entre 973 – 983 | Otão II (955 – 983), Imperador do Ocidente entre 973 – 983 | Otão II (955 – 983), Imperador do Ocidente entre 973 – 983 | Otão II (955 – 983), Imperador do Ocidente entre 973 – 983 | Otão II (955 – 983), Imperador do Ocidente entre 973 – 983 | Otão II (955 – 983), Imperador do Ocidente entre 973 – 983 |            |            |                                                                                   |                                                                                   |                                                                                   |                                                                                   |                                                                                   |                                                                                   |             |             |             |             |  |  |            |            |            |            |            |            |  |  |                     |                     |                     |                     |                     |                     |
|                                              |                                              |                                              |                                              |                                                                    |                                                                    |                                                                    |                                                                    | Leão Focas, duque de Antioquia                                                  | Leão Focas, duque de Antioquia                                                  | Leão Focas, duque de Antioquia                                                  | Leão Focas, duque de Antioquia                                                  | Leão Focas, duque de Antioquia                                                  | Leão Focas, duque de Antioquia                                                  |                                                             |                                                             | Nicéforo Focas Baritráquelo († 1022), patrício e rebelde      | Nicéforo Focas Baritráquelo († 1022), patrício e rebelde      | Nicéforo Focas Baritráquelo († 1022), patrício e rebelde      | Nicéforo Focas Baritráquelo († 1022), patrício e rebelde      | Nicéforo Focas Baritráquelo († 1022), patrício e rebelde      | Nicéforo Focas Baritráquelo († 1022), patrício e rebelde      |               |               |                                                        |                                                        |                                                        |                                                        | Teofânia Escleraina                                    | Teofânia Escleraina                                    | Teofânia Escleraina | Teofânia Escleraina | Teofânia Escleraina                              | Teofânia Escleraina                              |                                                  |                                                  | Otão II (955 – 983), Imperador do Ocidente entre 973 – 983 | Otão II (955 – 983), Imperador do Ocidente entre 973 – 983 | Otão II (955 – 983), Imperador do Ocidente entre 973 – 983 | Otão II (955 – 983), Imperador do Ocidente entre 973 – 983 | Otão II (955 – 983), Imperador do Ocidente entre 973 – 983 | Otão II (955 – 983), Imperador do Ocidente entre 973 – 983 |            |            |                                                                                   |                                                                                   |                                                                                   |                                                                                   |                                                                                   |                                                                                   |             |             |             |             |  |  |            |            |            |            |            |            |  |  |                     |                     |                     |                     |                     |                     |
|                                              |                                              |                                              |                                              |                                                                    |                                                                    |                                                                    |                                                                    |                                                                                 |                                                                                 |                                                                                 |                                                                                 |                                                                                 |                                                                                 |                                                             |                                                             |                                                               |                                                               |                                                               |                                                               |                                                               |                                                               |               |               |                                                        |                                                        |                                                        |                                                        |                                                        |                                                        |                     |                     |                                                  |                                                  |                                                  |                                                  |                                                            |                                                            |                                                            |                                                            |                                                            |                                                            |            |            |                                                                                   |                                                                                   |                                                                                   |                                                                                   |                                                                                   |                                                                                   |             |             |             |             |  |  |            |            |            |            |            |            |  |  |                     |                     |                     |                     |                     |                     |
|                                              |                                              |                                              |                                              |                                                                    |                                                                    |                                                                    |                                                                    | Bardas Focas, patrício                                                          |                                                                                 |                                                                                 |                                                                                 |                                                                                 |                                                                                 |                                                             |                                                             |                                                               |                                                               |                                                               |                                                               |                                                               |                                                               |               |               |                                                        |                                                        |                                                        |                                                        |                                                        |                                                        |                     |                     |                                                  |                                                  |                                                  |                                                  |                                                            |                                                            |                                                            |                                                            |                                                            |                                                            |            |            |                                                                                   |                                                                                   |                                                                                   |                                                                                   |                                                                                   |                                                                                   |             |             |             |             |  |  |            |            |            |            |            |            |  |  |                     |                     |                     |                     |                     |                     |

- SN = "Sem Nome" + nome da família